# Angelo Vicari
Pour les articles homonymes, voir Vicari.
Angelo Vicari, né à Sant'Agata di Militello le 2 janvier 1908, mort à Rome le 17 mai 1991, est un policier et préfet italien.

## Biographie
Angelo Vicari est nommé préfet en 1946. Il est nommé successivement à Palerme en 1948, à Gênes en 1953 et à Milan en 1958.
En octobre 1960, il prend la tête de la police italienne après les manifestations meurtrières de juillet 1960 qui provoque la chute du gouvernement Tambroni auquel succède le gouvernement Fanfani III.
Durant ses douze ans à ce poste, il doit gérer les manifestations étudiantes et ouvrières. Il provoque une polémique en traitant de mafieux le maire de Palerme nouvellement élu, Vito Ciancimino, dans le cadre d'une conférence de presse sur la disparition du journaliste Mauro De Mauro.
Il prend sa retraite en 1973.

## Décorations
- Commandeur de l'ordre du Mérite civil (arrêté ministériel du 14 octobre 1963)